# Kotschya lutea
Kotschya lutea är en ärtväxtart som först beskrevs av Porteres, och fick sitt nu gällande namn av Frank Nigel Hepper. Kotschya lutea ingår i släktet Kotschya och familjen ärtväxter. Inga underarter finns listade i Catalogue of Life.